# Entodon crassirameus
Entodon crassirameus är en bladmossart som beskrevs av Kyuichi Sakurai 1934. Entodon crassirameus ingår i släktet Entodon och familjen Entodontaceae. Inga underarter finns listade i Catalogue of Life.